# Coupe anglo-écossaise
La Coupe anglo-écossaise (en anglais : Anglo-Scottish Cup)  est une ancienne compétition de football organisée entre des clubs anglais et écossais, créée en 1976 et disparue en 1981.

## Palmarès
| Année | Équipe 1        | Résultat     | Équipe 2          | Aller | Retour |
| ----- | --------------- | ------------ | ----------------- | ----- | ------ |
| 1976  | Middlesbrough   | 1 - 0        | Fulham            | 1 - 0 | 0 - 0  |
| 1977  | Leyton Orient   | 1 - 5        | Nottingham Forest | 1 - 1 | 0 - 4  |
| 1978  | Saint Mirren    | 2 - 3        | Bristol City      | 1 - 2 | 1 - 1  |
| 1979  | Oldham Athletic | 1 - 4        | Burnley           | 0 - 4 | 1 - 0  |
| 1980  | Bristol City    | 1 - 5        | Saint Mirren      | 0 - 2 | 1 - 3  |
| 1981  | Chesterfield    | 2 - 1 (a.p.) | Notts County      | 1 - 0 | 1 - 1  |